# Chiesa di San Girolamo (Thiene)
La chiesa di San Girolamo si trova a Thiene, in provincia di Vicenza, in via San Gaetano, nel quartiere detto "Conca". La chiesa è detta anche chiesa di San Gaetano e dal punto di vista storico ed artistico è uno degli edifici di culto più interessanti della città.

## Storia
Non si conosce la data certa di edificazione, così come non è noto il nome dell'architetto. La sua costruzione parrebbe spettare a Giacomo (di Giovanni) Thiene e risalire al 1470 o 1472. La chiesa nel 1563 presentava un arredo estremamente povero. Vi era infatti un unico altare (in seguito divenuti tre), sopra il quale era raffigurata la Vergine fra i Santi Girolamo e Rocco. Mantenne questa struttura per i secoli successivi fino al 1903 in cui sull'altare maggiore venne posta la pala raffigurante San Girolamo, opera dell'artista vicentino Alessandro Maganza.

## Descrizione

### Esterni
La facciata esterna presenta un'insolita terminazione trilobata, la superficie è suddivisa in tre parti da lesene che incorniciano il portale marmoreo animato da stemmi gentilizi, di cui quelli in alto appartengono alla famiglia Thiene. Il campanile è addossato al fianco sinistro, in posizione arretrata.

### Interni
La piccola chiesa è a navata unica con soffitto a capriata lignea. Nella sala non c'è fonte battesimale né tabernacolo per l'Eucaristia